# Конон Самоски
Конон Самоски (на гръцки Κόνων ο Σάμιος, на немски: Konon von Samos, * 280 пр.н.е. на Самос, † 220 пр.н.е. вероятно в Александрия) е еленистичен математик астроном в двора на Птолемей III и съпругата му Береника II в Александрия.
Той е сприятелен с Архимед и открива архимедовата спирала. Той е автор на съчинения за конично сечение и по астрономия, които не са запазени.
Неговото име е известно преди всичко от разказа от 245 пр.н.е. за косите на царицата, които се превърнали в ново съзвездие, наречено „Косите на Береника (Вероника)“ (Coma Berenices).